# Biologická nomenklatura
Biologická nomenklatura, tedy vědecké názvosloví jednotlivých biologických taxonů, umožňuje jednoduché a přitom jednoznačné dorozumívání mezi odborníky hovořícími různými jazyky. Vychází z binominálního pojmenování druhů (latinské binomen = dvě jména) a stanoví zásady pro pojmenování ostatních nižších i vyšších taxonů.

## Binominální nomenklatura druhů
Binominální nomenklatura je soustava vědeckého pojmenování organismů, ve které jsou jednotlivé druhy nazvány pomocí dvou jmen. Autorem binominální nomenklatury je švédský přírodovědec Carl Linné, který zavedl její důsledné používání.
V mezinárodní binominální nomenklatuře je každý druh popsán dvouslovným latinským (nebo polatinštěným) jménem, tzv. binomickým jménem, např. Aquila chrysaetos – orel skalní. První je jméno rodové (Aquila, orel), druhé je jméno druhové neboli druhový přívlastek (chrysaetos, skalní).
Binominální nomenklatura vyjadřuje příbuznost určitého druhu s jinými druhy. Například jména Aquila chrysaetos čili orel skalní a Aquila heliaca čili orel královský určují, že oba druhy patří do stejného rodu Aquila čili orel.
Binominální nomenklatura se nepoužívala pro nebuněčné organismy. Pouze vědecká pojmenování rodů a podrodů virů byla a jsou unifikovaně zakončena -virus (např. Mimivirus), satelitních nukleových kyselin ‑satellite (Colecusatellite), viroidů -viroid (Pospiviroid) a viriforem ‑viriform. Druhová jména však rodové jméno vůbec obsahovat nemusela; obsahovala-li ho, pak zpravidla až na posledním místě víceslovného pojmenování (např. Acanthamoeba polyphaga mimivirus). Situace se změnila aktualizací názvoslovného kódu z března 2021: pro nově navrhovaná druhová jména je již požadováno také výhradně dvouslovné pojmenování s tím, že první jméno je totožné s pojmenováním rodu. (I u některých starších názvů postupně probíhá přejmenování na dvouslovné.)

## Nomenklatura nižších taxonů
Podobně v binominální nomenklatuře druhů se k označení poddruhů připojuje ještě třetí rozlišovací slovo a vzniká tak trinomické jméno, tedy tříslovné pojmenování, např. Ursus arctos horribillis čili medvěd grizzly a Ursus arctos middendorffi čili medvěd kodiak jsou poddruhy medvěda hnědého (Ursus arctos). Často se před třetí jméno píše zkratka pro poddruh (subspecie, latinsky subspecies) „subsp.“ či „ssp.“, např. Avena sativa subsp. byzantina – oves byzantský. Trinomické jméno se také používá k označení variety či formy. V takovém případě se před třetí jméno připojuje zkratka „var.“, resp. „f.“, např. Amanita phalloides var. alba čili muchomůrka bílá; Equus asinus f. domestica čili osel domácí.

## Nomenklatura vyšších taxonů
Vědecká (latinská) jména taxonů vyšších než rod se odvozují od typizujícího taxonu nejbližší hlavní nižší úrovně (pro jméno podčeledi nebo čeledi ze jména rodu, pro jméno podřádu nebo řádu ze jména čeledi) oddělením původní přípony a přidáním přípony nové, uvedené v následující tabulce. Zatímco pravidla botanické a mykologické nomenklatury definují způsob tvorby těchto jmen až do úrovně oddělení, pravidla zoologická jdou jen do úrovně nadčeledi. V nomenklatuře prokaryot, tedy pro bakterie a archea, jsou od konce r. 2023 tato pravidla stanovena až do úrovně říše. Pro viry, viroidy, satelitní nukleové kyseliny a viriformy umožnila dosavadní neexistence vyšších taxonomických úrovní stanovit od r. 2018 jednotné názvosloví až do úrovně nově vytvořené taxonomické kategorie realm nadřazené říši.
| Taxonomická kategorie | rostliny | řasy      | houby      | živočichové   | bakterie a archea | viry         | viroidy         | satelitní nukleové kyseliny a viriformy |
| --------------------- | -------- | --------- | ---------- | ------------- | ----------------- | ------------ | --------------- | --------------------------------------- |
| realm                 |          |           |            |               |                   | -viria       | -viroidia       | -satellitia ‑viriformia                 |
| podrealm              |          |           |            |               |                   | -vira        | -viroida        | -satellita ‑viriforma                   |
| říše                  |          |           |            |               | -ati              | -virae       | -viroidiae      | -satellitiae ‑viriformae                |
| podříše               |          |           |            |               |                   | -virites     | -viroidites     | -satellitites ‑viriformites             |
| oddělení (kmen)       | -phyta   | -phyta    | -mycota    |               | -ota              | -viricota    | -viroidicota    | -satelliticota ‑viriformicota           |
| pododdělení (podkmen) | -phytina | -phytina  | -mycotina  |               |                   | -viricotina  | -viroidicotina  | -satelliticotina ‑viriformicotina       |
| třída                 | -opsida  | -phyceae  | -mycetes   |               | -ia               | -viricetes   | -viroidicetes   | -satelliticetes ‑viriformicetes         |
| podtřída              | -idae    | -phycidae | -mycetidae |               | -idae             | -viricetidae | -viroidicetidae | -satelliticetidae ‑viriformicetidae     |
| řád                   | -ales    | -ales     | -ales      | -formes       | -ales             | -virales     | -viroidales     | -satellitales ‑viriformales             |
| podřád                | -ineae   | -ineae    | -ineae     |               | -ineae            | -virineae    | -viroidineae    | -satellitineae ‑viriformineae           |
| nadčeleď              | -acea    |           |            | -oidea        |                   |              |                 |                                         |
| epičeleď              |          |           |            | -oidae        |                   |              |                 |                                         |
| čeleď                 | -aceae   | -aceae    | -aceae     | -idae         | -aceae            | -viridae     | -viroidae       | -satellitidae ‑viriformidae             |
| podčeleď              | -oideae  | -oideae   | -oideae    | -inae         | -oideae           | -virinae     | -viroidinae     | -satellitinae ‑viriforminae             |
| infračeleď            |          |           |            | -odd          |                   |              |                 |                                         |
| tribus                | -eae     | -eae      | -eae       | -ini          | -eae              |              |                 |                                         |
| podtribus             | -inae    | -inae     | -inae      | -ina          | -inae             |              |                 |                                         |
| infratribus           |          |           |            | -ad nebo -iti |                   |              |                 |                                         |

Poznámky k tabulce:
1. ↑  Mezinárodní kód pro nomenklaturu prokaryot.[4][2]
2. 1 2 3  Klasifikace podle ICTV.[1]
3. ↑  V zoologii a virologii je na této taxonomické úrovni kmen; v botanice je kmen položen na stejnou úroveň jako oddělení, kterému je dávána přednost.
4. ↑  Pouze pro ptáky a ryby.

## Kodifikace
Stanovení pevných mezinárodně platných zásad odborné nomenklatury všech živých organismů, tzv. Mezinárodního kódu bionomenklatury (International code of bionomenclature), zkráceně Biokódu (BioCode), je ve stadiu přípravy. Jeho přijetí je zatím otázkou, protože se ukazuje jako problematické kvůli sjednocení opustit zažité názvoslovné kodexy vytvořené pro speciální skupiny organismů, jako jsou:
- Mezinárodní kód nomenklatury řas, hub a rostlin[9][10]
- Mezinárodní kód nomenklatury kulturních rostlin[11]
- Mezinárodní kód zoologické nomenklatury[12]
- Mezinárodní kód nomenklatury prokaryot[13]
- Mezinárodní pravidla pro pojmenování patovarů fytopatologických bakterií[14].

Naopak
- Mezinárodní kód pro klasifikaci a nomenklaturu virů[1] je již připraven tak, aby na sjednocený kód navazoval (od r. 2021 včetně binominálního pojmenování druhů).

Připravovaný Biokód si neklade za cíl ani částečně aplikovat některé zásady Fylokódu, tedy názvoslovného kódu založeného na kladistické metodě.